# Zoica carolinensis
Zoica carolinensis là một loài nhện trong họ Lycosidae.
Loài này thuộc chi Zoica. Zoica carolinensis được Volker W. Framenau, Berry & Joseph A. Beatty miêu tả năm 2009.